# Oreocereus
Oreocereus és un gènere de cactus pertanyent a la família Cactaceae, coneguts solament en grans altituds dels Andes. El seu nom deriva del grec i significa "cactus de muntanya".

## Taxonomia
- Oreocereus celsianus
- Oreocereus doelzianus
- Oreocereus hempelianus
- Oreocereus leucotrichus
- Oreocereus pseudofossulatus
- Oreocereus ritteri
- Oreocereus tacnaensis
- Oreocereus trollii
- Oreocereus variicolor

## Sinonímia
- Arequipa Britton i Rose
- Arequipiopsis Kreuz. i Buining
- Morawetzia Backeb.
- Submatucana Backeb.